# Artemis 3
Artemis 3 (originalmente conhecido como Exploration Mission-3 ou EM-3 até a introdução do Programa Artemis em 2019, quando foi renomeado) é um voo planejado para meados de 2027 da espaçonave Orion da NASA a ser lançado no Sistema de Lançamento Espacial. Está planejado para ser a segunda missão tripulada do programa Artemis e o primeiro pouso tripulado desde a Apollo 17 em 1972.

## Visão geral da missão
O objetivo original da missão era enviar quatro astronautas para uma órbita quase-retilínea ao redor da Lua e entregar the ESPRIT e módulos de utilização dos EUA para o Gateway de plataforma orbital lunar proposto (LOP-G).
A partir de maio de 2019, o ESPRIT e o módulo de utilização dos EUA voarão no Artemis 4, e o Artemis 3 deve se encontrar com um Gateway mínimo composto apenas pelo Elemento de Potência e Propulsão e um pequeno nó de habitat / ancoragem com um aterrador comercial conectado sistema. A zona de aterrissagem estaria na região polar sul . Está previsto ter dois astronautas na superfície da Lua por cerca de uma semana. A missão pretende ser a primeira a colocar uma mulher na Lua.

## Lander lunar
Em maio de 2019, a NASA selecionou onze empresas para produzir estudos de um sistema de aterrissagem de vários elementos que seria realizado na Plataforma Orbital Lunar - Gateway antes da atracação da tripulação Artemis 3. Eles são chamados de "elemento de transferência" (para órbita lunar baixa), o "elemento de descida" para levar a tripulação até a superfície da Lua e um "elemento de subida" que os levaria de volta ao Gateway. Após Artemis 3, pretende-se tornar esses sistemas reutilizáveis através do reabastecimento.